# SRB (Hörfunksender)
Der SRB – Das Bürgerradio für den Landkreis Saalfeld Rudolstadt ist ein Bürgerrundfunk für das Städtedreieck Saalfeld-Rudolstadt-Bad Blankenburg. Der Hörfunksender ging im Juni 2009 aus dem ehemaligen Bürgerfernsehen Offener Kanal Saalfeld bzw. SRB – Das Bürgerfernsehen für den Landkreis Saalfeld Rudolstadt hervor.
Der Sendebetrieb (Fernsehen) wurde am 3. Oktober 1999 aufgenommen und bis zum 30. April 2009 realisiert. Ab 1. Mai 2009 wurde der Fernsehbetrieb bis auf einen Teil für die Ausbildung, für die Gehörlosenredaktion und für Events eingestellt. Im Gegenzug nahm am 6. Juni 2009 das SRB Bürgerradio auf der UKW-Frequenz 101,4 MHz seinen Betrieb auf. Geplant war ein Landkreisradio, was aber auf Grund der Doppelbelegung der Frequenz und der relativ geringen Sendeleistung nicht erreicht werden kann.
Von 1999 bis 2006 führte der Sender den Namen Offener Kanal Saalfeld. Am 1. Oktober 2006 hat der Trägerverein den Namen des Senders in SRB – Das Bürgerfernsehen für den Landkreis Saalfeld Rudolstadt geändert. Mit dem Umstieg auf den Hörfunk wurde der Sendername in SRB – Das Bürgerradio ... geändert. Der Trägerverein hat seinen Namen später ebenfalls in SRB e.V. geändert.

## Programm
Das Programm wird ehrenamtlich von freiwilligen Mitarbeitern erstellt. Mehrmals wöchentlich werden Livesendungen mit regionalen Inhalten produziert. Zwischen Magazinbeiträgen läuft Musik aus verschiedenen Epochen und Genres.

## Trägerverein
Träger des Senders ist der SRB e.V. (früher Offene Kanal Saalfeld e.V.) Neben dem Programm engagiert sich der Trägerverein insbesondere im Bereich der Vermittlung von Medienkompetenz. Vorsitzender des Vereins ist von Beginn an Mathias Moersch.
Der Trägerverein des SRB stellt in der Thüringer Bürgermedienlandschaft eine Besonderheit dar. Während in vergleichbaren Trägervereinen überwiegend natürliche Personen wirken, sind im SRB e.V. fast ausschließlich juristische Personen des öffentlichen und soziokulturellen Lebens aktiv.
Er versteht sich selbst als ein Aufsichtsrat. Er beschäftigt im SRB drei fest angestellte Mitarbeiter sowie im Durchschnitt zwei Auszubildende. Hinzu kommen Mitarbeiter auf Fördermaßnahmen, FSJ und Praktikanten. Leiter des SRB ist Silvio Müller. Er übernimmt das Amt von der Leiterin Cornelia Moersch, welche zurzeit neben Carsten Rose von Radio F.R.E.I. Sprecherin der Landesarbeitsgemeinschaft Bürgermedien Thüringen ist. Auf Beschluss des Stadtrates Saalfeld wurde Cornelia Moersch für ihr langjähriges Engagement am 11. Dezember 2019 mit der silbernen Bürgermedaille der Stadt Saalfeld ausgezeichnet.

## Besonderheiten
Im SRB war vom Jahr 2000 bis zum Jahr 2009 eine ehrenamtliche Gehörlosenredaktion aktiv. Sie erstellt Videobeiträge für Gehörlose, die über verschiedene Wege publiziert werden.
Seit Oktober 2012 hat der SRB eine Jugendredaktion. Hier produzieren Jugendliche gemeinsam eigene Radiosendungen, die einmal im Monat gesendet werden.
In Kooperation mit dem Ortsverband Saalfeld des Deutschen Amateur Radio Clubs e.V. werden verschiedene technische Lösungen konzipiert und umgesetzt, die eine weitere Verbreitung des SRB unterstützen sollen. Der SRB war der erste Thüringer Hörfunksender, der mit einer RDS-Kennung ausgestattet wurde.
Mit der Umstellung von Fernsehen auf Radio wurde ein Konzept der Öffentlichkeitsarbeit und des Qualitätsmanagements aufgestellt und realisiert, das zur Etablierung des Hörfunks in der Region beitrug.
Im Zuge dessen wurde auch Admin-SRB entwickelt, eine Open-Source-Software für Verwaltung und Sendeautomation mit integriertem Qualitätskontroll- und Assistenzsystem für den Chef vom Dienst bzw. den Tages- und Bereitschaftsdienst.

## Empfang
- Terrestrisch: 105,2 MHz
- Kabel Deutschland im Digitalpaket
- Kabel PrimaCom im Digitalpaket
- Livestream unter srb.fm

Die für den 1. Juli 2015 geplante Umstellung von 101,4 auf 105,2 MHz konnte erst am 9. Juli 2015 erfolgen. Bei der Umstellung gab es technische Probleme, die RadioWOCHE berichtete.